# 町田和彦
町田 和彦（まちだ かずひこ、1951年9月 - ）は、日本の言語学者。専門は、ヒンディー語学、言語情報処理。
東京外国語大学名誉教授。

## 略歴
- 1976年3月 - 東京外国語大学外国語学部インド・パーキスターン語学科卒業
- 1980年3月 - 東京外国語大学大学院外国語学研究科アジア第二言語専攻修士課程修了
- 1980年4月 - 東京外国語大学外国語学部 助手
- 1984年4月 - 同 講師
- 1988年4月 - 同 助教授
- 1994年4月 - 東京外国語大学アジア・アフリカ言語文化研究所 助教授
- 1998年1月 - 同 教授
- 2017年3月 - 東京外国語大学定年退職、名誉教授

## 著書
- 「多言語社会の実験場インド アジア世界のことばと文化」 早稲田大学国際言語文化研究所 編 84-95 成文堂 2006.3
- 「デーヴァナーガリー文字を書こう」 月刊 言語 34巻10号 大修館書店 編 59--72 大修館書店 2005.10.1
- 共著 町田和彦 高島淳 「デーヴァナーガリー文字の過去・現在・未来」 月刊 言語 34巻10号 大修館書店 編 34-41 大修館書店 2005.10.1
- 編著「図説　世界の文字とことば」 河出書房新社 2009.12
- 編著「世界の文字を楽しむ小事典」 大修館書店 2011.11
- 編著「華麗なるインド系文字」 白水社 2014.7
- 編著「ヒンディー語・日本語辞典」 三省堂書店 2016.8
- 「ニューエクスプレスプラス　ヒンディー語」 白水社 2020.1

| スタブアイコン | サブスタブ | この項目は、まだ閲覧者の調べものの参照としては役立たない、人物に関連した書きかけの項目です。この項目を加筆・訂正などしてくださる協力者を求めています（P:人物伝/PJ:人物伝）。 |